# Frantova vila
Frantova vila je jednopatrový obytný dům v Dobřichovicích čp. 143, ve čtvrti Brunšov. Vila byla vybudována pro pražského gynekologa Jaroslava Frantu.

## Investor
Jaroslav Franta působil jako gynekolog v Praze. Byl odborným asistentem v porodnici u Apolináře, rovněž byl spoluzakladatelem gynekologicko-porodnického ústavu z Praze-Podolí.
S poptávkou na projekt letního sídla v Dobřichovicích oslovil architekta Kamila Hilberta, se kterým jej seznámil manžel jeho švagrové. Kamil Hilbert zakázku přijal i přesto, že byl v té době vytížen dostavbou katedrály svatého Víta.   

## Historie
Vila byla postavena v letech 1903–04, od roku 1958 je kulturní památkou. Ve 21. století byla rekonstruována.

## Architektura
Dům je jednopatrový, má velmi členitý půdorys a je zastřešen komplexním systémem různě vysokých střech s vikýři, doplněných štíty s lomenicemi a několika komíny z režného cihlového zdiva.
Vila slohově kombinuje prvky historizující (novogotika, novorenesance) a soudobé (secese), inspirací byla i lidová architektura, a také anglický venkovský dům.
Nápadné jsou především dřevěné, ozdobně vyřezávané exteriérové prvky, zejména verandy. Na výmalbě fasád pracoval dekoratér Láďa Novák. V nároží je umístěna kamenná socha madony od Jana Kastnera.
Komunikační osou domu je vstupní hala se schodištěm. Obytné prostory, kuchyně a ložnice rodiny byly situovány ve zvýšeném přízemí, ložnice pro hosty v patře. V suterénu se nacházel byt domovníka.

## Zajímavost
Jako odkaz na svoji profesi nechal Jaroslav Franta umístit na střechu vily kovanou korouhvičku s čápem – symbolem porodnictví.